# Der stählerne Adler
Der stählerne Adler (Originaltitel: Iron Eagle) ist ein US-amerikanisch-kanadischer Actionfilm aus dem Jahre 1986. Regie führte Sidney J. Furie und die Hauptrolle übernahm Louis Gossett Jr.

## Inhalt
Der F-16-Kampfpilot Ted Masters wird während eines Lufteinsatzes über einem fiktiven nordafrikanischen Staat abgeschossen, inhaftiert und zum Tode verurteilt. Aufgrund unklarer territorialer Grenzen sowie der Diplomatie als Primärstrategie sind der Regierung der Vereinigten Staaten die Hände gebunden und sie kann zunächst nichts gegen seine geplante Hinrichtung unternehmen.
Masters Sohn Doug, der ein begeisterter Hobbyflieger, aber auch ein Heißsporn ist, will sich damit nicht zufriedengeben und seinen Vater retten. Bei allen Institutionen scheitert er und wendet sich letztlich verzweifelt an den erfahrenen Kampfpiloten Colonel Charles „Chappy“ Sinclair. Dieser lehnt zunächst ab, sagt jedoch seine Hilfe zu, als er merkt, wie schwer Doug vom Schicksal seines Vaters getroffen ist.
Gemeinsam und mit Hilfe seiner auf dem Luftwaffenstützpunkt lebenden Freunde stehlen sie zwei F-16-Kampfflugzeuge und machen sich verbotenerweise auf den Weg, Dougs Vater zu befreien. Doch bereits beim Einflug in Feindesland geraten beide in einen Luftkampf, wobei Chappys Jet getroffen wird und vermeintlich abstürzt. Doug ist von diesem Moment an auf sich allein gestellt und muss die Mission allein durchführen, Anweisungen erhält er nur mittels eines von Chappy vorab besprochenen Bandes.
Mithilfe seiner Flugkünste, diversen Bluffs via Funk, strategischem Raketenbeschuss und geschicktem Einsatz des übrigen Bordwaffen-Arsenals gelingt es Doug schließlich, sowohl dem vom örtlichen Verteidigungsminister Nakesh geleiteten Militär überlegen zu sein als auch die fremde Regierung einlenken zu lassen. So kann er schließlich landen und seinen aufs Rollfeld gebrachten Vater an Bord hieven, nachdem er eine Napalm-Bombe als Sperre abgeworfen hat.
Beiden gelingt am Ende die Flucht, wobei Doug zum Schluss noch in einem Luftkampf gegen Nakesh siegt.
In der Ramstein Air Base angelangt trifft Doug Chappy wieder, der den Absturz überlebt hat. Beiden droht zwar aufgrund diverser Vergehen ein Verfahren vor einem Militärgericht, allerdings lenkt dieses letztlich – da beide versprechen, über die Taten Stillschweigen zu bewahren – ein. Einzige Strafe für Chappy: Er erhält die Order, Doug an der Air Force Academy, wo dessen Aufnahmeantrag zuvor abgelehnt wurde, zu „erziehen“.

## Fortsetzungen
Der Film zog drei Fortsetzungen nach sich. Bei allen übernahm Louis Gossett Jr. die Hauptrolle. Sidney J. Furie inszenierte auch den zweiten und vierten Teil der Reihe, Teil drei wurde von James-Bond-Regisseur John Glen gedreht.
- 1988: Der stählerne Adler II
- 1992: Die Asse der stählernen Adler
- 1995: Der stählerne Adler IV

## Trivia
- In den Vereinigten Staaten spielte der Film 24.159.872 US-Dollar ein.
- Der Film wurde unter anderem in Israel gedreht. Die im Film dargestellten MiG-23 sind I.A.I. Kfirs der israelischen Luftstreitkräfte
- In der Serie Cobra Kai wird mehrfach auf den Film Bezug genommen.
- Der Romanautor Ernest Cline griff den Film zusammen mit Ender’s Game – Das große Spiel und Starfight in seinem Roman Armada als Teil einer Reihe weiterer Filme und Computerspiele auf, die nach Ansicht des Vaters des Protagonisten die Menschheit auf eine Invasion von Außerirdischen vorbereiten sollten.[1]

## Kritiken
Der Film erhielt sehr negative Kritiken:

„Das fatale Politmärchen huldigt ungeniert der ‚Rambo‘-Ideologie des amerikanischen Kinos: es propagiert Selbstjustiz, Gewalt und ein eindimensionales Feindbild.“

„Technisch ansehnliche, inhaltlich aber saudumme ‘Der Zweck heiligt die Mittel’-Ballerei, die sich noch in drei Fortsetzungen wiederholen sollte.[…] Hurra-Patriotismus der übelsten Sorte.“

„Der Film ist eine totale Zeitverschwendung. Der Film erreicht eine Perfektion in seiner Widerwärtigkeit"“

„Einige ansehnliche Kampfszenen. ‚Die Dialoge sind einfach lachhaft‘“

In einer Analyse von über 900 Hollywoodfilmen hinsichtlich des Bedienens antiarabischer Klischees vertrat der Autor Jack Shaheen in seinem Buch Reel Bad Arabs: How Hollywood Vilifies a People die Auffassung, der stählerne Adler gehöre zu den „schlimmsten“ Top Ten dieser Filme.

## Soundtrack
Der Soundtrack erschien 1986 beim Label Capitol.
Er enthielt folgende Songs:
1. Queen – One Vision
2. King Kobra – Iron Eagle (Never Say Die)
3. Eric Martin – These Are The Good Times
4. Katrina and the Waves – Manic House
5. George Clinton – Intense
6. Dio – Hide In The Rainbow
7. Helix – Too Late
8. Adrenalin – Road Of The Gypsy
9. Urgent – Love Can Make You Cry
10. The Jon Butcher Axis – This Raging Fire

nicht auf dem offiziellen Soundtrack, aber im Film zu hören:
- Rainey Haynes – Old Enough to Rock and Roll
- The Spencer Davis Group – Gimme Some Loving
- Twisted Sister – We’re not gonna take it
- Eric Martin – Eyes of the World
- James Brown – There was a time